# Желкуар
Желкуар (каз. Желқуар); в верхнем и среднем течении — Синташта́ (каз. Сынтасты) — река в Челябинской области России и Костанайской области Казахстана. Устье реки находится в 1418 км по левому берегу Тобола. Длина реки составляет 152 км, площадь водосборного бассейна — 5100 км².
На реке построена плотина и малая ГЭС выше села Забеловка.
От реки получила название синташтинская культура эпохи бронзы.

## Притоки
- 49 км: река Берсуат (Бирсуат)
- 103 км: река Коряжный Дол (Каряжная)
- 108 км: река Боровая
- 129 км: река Караганка (Караган)
- 135 км: река Чулаксай

## Данные водного реестра
По данным государственного водного реестра России относится к Иртышскому бассейновому округу, водохозяйственный участок реки — Тобол от истока до впадения реки Уй, без реки Увелька, речной подбассейн реки — Тобол. Речной бассейн реки Иртыш.
Код водного объекта в государственном водном реестре — 14010500212111200000195.